# 1074
Évszázadok: 10. század – 11. század – 12. század
Évtizedek: 1020-as évek – 1030-as évek – 1040-es évek – 1050-es évek – 1060-as évek – 1070-es évek – 1080-as évek – 1090-es évek – 1100-as évek – 1110-es évek – 1120-as évek
Évek: 1069 – 1070 – 1071 – 1072 –  1073 – 1074 – 1075 – 1076 – 1077 – 1078 – 1079

## Események

### Helyek szerint

#### Európa
- VII. Gergely pápa  egyházi átkot helyez kilátásba II. Fülöp Ágost francia király ellen.
- A nyár folyamán – miután Salamon hűbérnek ajánlotta fel az országot – IV. Henrik betör Magyarországra, de seregét az éhínség hazatérésre kényszeríti.
- Először említik Vágújhelyt a nyitrai csata kapcsán név szerint is, I. Géza idejében, amikor a Salamon által segélyül hívott Henrik német császár a nyitrai várat kísérelte meg bevenni.

##### Magyarország
- február 26. – A Kemej mellett vívott csatában Salamon serege legyőzi Géza herceg seregét.[1]
- március 14., péntek – A mogyoródi csatában Géza és László hercegek döntő győzelmet aratnak Salamon magyar király serege felett.[1] Salamon Pozsonyba, majd Moson várába menekül.
- Megkoronázzák I. Géza királyt (1077-ig uralkodik).
- László herceg serege körülzárja Pozsony várát, ahol Salamon tartózkodik.

## Születések
- Edgar skót király(† 1107)
- (III.) Konrád német király († 1101)

## Halálozások
- Vid és Ernyei ispánok (mogyoródi csata).